# Bodycage
Bodycage è il quarto album in studio del gruppo musicale canadese Nadja, pubblicato nel 2005.

## Tracce
1. Clinodactyl – 21:43
2. Autosomal – 10:10
3. Ossification – 20:42

## Formazione

### Gruppo
- Aidan Baker – voce, batteria, chitarra,
- Leah Buckareff – voce, basso